# Clubiona kagani
Clubiona kagani is een spinnensoort in de taxonomische indeling van de struikzakspinnen (Clubionidae).
Het dier behoort tot het geslacht Clubiona. De wetenschappelijke naam van de soort werd voor het eerst geldig gepubliceerd in 1941 door Willis J. Gertsch.